# Tovarna, Starîi Sambir
Tovarna (în ucraineană Товарна) este un sat în comuna Koniv din raionul Starîi Sambir, regiunea Liov, Ucraina.

## Demografie
Componența lingvistică a localității Tovarna
     Ucraineană (100%)
Conform recensământului din 2001, toată populația localității Tovarna era vorbitoare de ucraineană (100%).